# Dezentrierung
Dezentrierung ist ein von Jean Piaget geprägter Begriff aus der Entwicklungspsychologie. Er bezeichnet einen wesentlichen Schritt in der Überwindung des kindlichen Egozentrismus. Ein Kind, das dezentriert, ist in der Lage, zwei und mehr physikalische Dimensionen eines Objektes oder Ereignisses wahrzunehmen und in Beziehung zueinander zu setzen. Diese Beziehungen der Merkmale werden nicht nur erkannt, sondern auch vom Kind verstanden. So kann es beispielsweise die Höhe und den Umfang eines Glases berücksichtigen, um eine Einschätzung der Menge der Flüssigkeit vorzunehmen, was im Experiment (vgl. Invarianzkonzept) demonstriert werden kann.
Nach dem Modell Piagets ist Dezentrierung erst ab dem konkret-operationalen Stadium (7. – 12. Lebensjahr) möglich.
Mit der Wendung vom Funktionsspiel zum Symbolspiel vollzieht das Kind eine Form der Dezentrierung. Ist das Kind beim Puppefüttern selbst Zentrum des Handelns, rückt auf der Ebene des Symbolspiels auf einmal die Puppe in den Mittelpunkt der Aktion. Das Kind nimmt nun die Puppe als „Essende“ wahr. Das Füttern wird somit zu einer symbolischen Handlung.